# Brimosaurus
Brimosaurus (que significa "lagarto fuerte") es un género extinto de plesiosaurio del Cretácico superior que vivió en lo que ahora es Arkansas. La especie tipo es Brimosaurus grandis, nombrada por primera vez por Joseph Leidy en 1854. El nombre Brimosaurus es un nomen dubium: los fósiles consisten en solo unas pocas vértebras aisladas, y en 1952 Welles propuso que Brimosaurus era en realidad sinónimo de Cimoliasaurus (que a su vez se basa en material dudoso).